# Osmolyte
Les osmolytes sont de petites molécules de matière organique, solubles dans la solution intracellulaire, qui jouent un rôle dans la lutte contre les stress liés à l'environnement chez les organismes vivants. Dans de nombreux cas[Lesquels ?], les stress environnementaux menacent la stabilité de la conformation des protéines[Comment ?] et donc divers osmolytes ont été sélectionnés[Par qui ?] pour stabiliser les macromolécules intracellulaires[pas clair].

## Catégories d'osmolytes
Les osmolytes peuvent être subdivisés en catégories :
1. glucides de petite taille (dont des sucres tels que le tréhalose, des polyols -glycérol, inositol, sorbitol, etc.- et leurs dérivés  ;
2. acides aminés (glycine proline taurine, etc.) ;
3. méthylamines (comme la glycine bétaïne).

Le rein est un exemple d'organe où l'effet des osmolytes est essentiel pour la survie de l'organisme. L'action d'osmolytes de protection, tels que taurine, sorbitol, myo-inositol et glycine bétaïne permet de contrer les effets délétères de concentrations élevées d'urée et les variations de la salinité du milieu de tissus rénaux.